# Astillisch

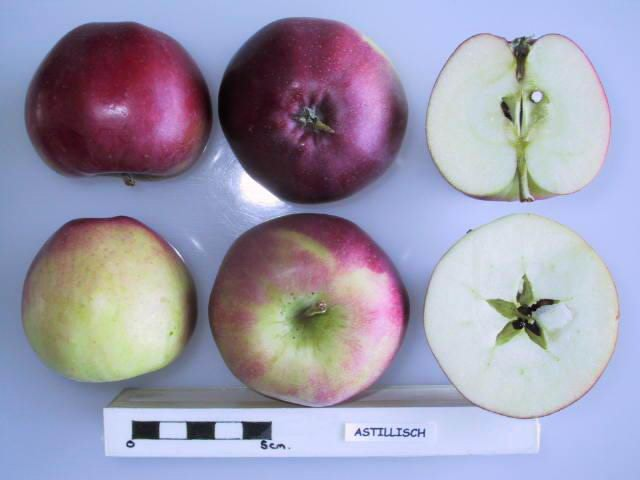
Jablka odrůdy 'Astillisch'

Astillisch (Malus domestica 'Astillisch') je ovocný strom, kultivar druhu jabloň domácí z čeledi růžovitých.
Řadí se mezi letní odrůdy.

## Historie

### Původ
Do praxe byla zavedena v roce 1966 v NSR jako kříženec odrůdy 'Astrachán červený' a odrůdy 'Signe Tillisch'.
Vypěstována byla již v roce 1929 v tehdejším Institutu císaře Viléma v Münchebergu.

## Vlastnosti
Růst odrůdy je středně bujný. Plodí bohatě a pravidelně. Je dobrým opylovačem. Kvete středně raně až středně pozdě.

## Plod
Plod je středně velký. Slupka hladká, žluté zbarvení je překryté červeným líčkem. Dužnina je bílá, šťavnatá, se sladce navinulou chutí, velmi dobrá.
Sklízí se 8–10 dnů po 'Průsvitném letním'. Plody lze několik dní skladovat.

## Choroby a škůdci
Odrůda je středně rezistentní proti strupovitosti jabloní ale slabší vůči padlí. Je odolná k namrznutí. Podle některých zdrojů trpí strupovitostí.